# Model del mosaic fluid

Esquema de la membrana cel·lular basat en el model de mosaic fluid.

El model de mosaic fluid és un model de l'estructura de la membrana plasmàtica proposat l'any 1972 per S. J. Singer i Garth Nicolson gràcies a observacions de microscòpia electrònica, l'estudi d'interaccions hidròfiles, l'estudi dels enllaços no covalents com ponts d'hidrogen i el desenvolupament de les tècniques com la criofractura i de contrast negatiu. El model presenta la membrana plasmàtica com una estructura dinàmica en la qual els seus components poden fluir en major o menor mesura pel pla de membrana.

## Hipòtesi
A la membrana plasmàtica, els fosfolípids es disposen formant una bicapa lipídica. Les proteïnes s'intercalen en aquesta bicapa de lípids depenent de les interaccions amb les regions de la zona lipídica. Existeixen dos tipus de proteïnes segons la disposició a la bicapa:
- Proteïnes integrals o intrínseques: embegudes en la bicapa lipídica, travessen la membrana una o diverses vegades, sortint per una o per les dues cares (són proteïnes transmembrana); poden estar unides mitjançant enllaços covalents a un lípid o un glúcid de la membrana. L'aïllament d'aquestes proteïnes requereix el trencament de la bicapa. Les glicoproteïnes es troben travessant tota la capa de la membrana cel·lular, el seu nom es deu al fet que contenen glúcids.
- Proteïnes perifèriques o extrínseques: es troben principalment al costat citosòlic de la bicapa lipídica, tot i que també n'hi ha al domini extracitosòlic. No són proteïnes transmembrana. Estan dèbilment unides a la membrana per enllaços no covalents de manera que són fàcilment separables de la bicapa (sense provocar la seva ruptura) mitjançant solucions salines.

De manera similar a la distribució de lípids (canviant segons el tipus de membrana), la presència i la funció de les proteïnes de membrana depenen del tipus i de l'origen de la membrana en qüestió. Les membranes intracel·lulars, com les membranes mitocondrials o les membranes del reticle sacroplasmàtic, tenen un contingut en proteïnes extremadament elevat, que representa fins a un 75% en pes del total de la membrana. Aquest valor reflecteix l'alta activitat funcional d'aquestes membranes. D'altra banda, les membranes de mielina dels axons tenen un baix contingut en proteïnes (<25%): treballen en primer lloc com a aïllants elèctrics, i per fer-ho ajuda un elevat contingut en lípids. En canvi, les membranes plasmàtiques tenen una distribució compensada de lípids i proteïnes. Les membranes bacterianes s'assemblen més, en la seva distribució proteïna-lípid, a la membrana mitocondrial interna. La diferent distribució proteica és sobretot un reflex dels diferents requisits funcionals de les membranes especialitzades.

Model que il·lustra el moviment dels fosfolípids d'una bicapa lipídica fluida feta completament de fosfatidilcolina.

Mentre que els lípids són els elements biològics que constitueixen l'estructura de les membranes, les proteïnes els confereixen funcions específiques. D'acord amb el model del mosaic fluid les membranes biològiques poden ser considerades com un “fluid de dues dimensions” que “dissol” les proteïnes de membrana hidròfobes i on tots els lípids i proteïnes poden moure's per difusió amb més o menys llibertat. Donat que les principals proteïnes són majors que el gruix d'una membrana biològica, sobresurten per fora d'un o dels dos costats de la membrana. De la mateixa manera que els lípids, les proteïnes també poden, tot i que de forma molt més lenta, difondre lateralment, de manera que les membranes biològiques ofereixen una superfície constantment canviant: es parla d'un mosaic fluid. Aquesta dinàmica de les membranes biològiques, que permet reaccions ràpides davant d'impulsos externs, és una immediata conseqüència de la seva fluïdesa. La barrera energètica per la translocació de proteïnes a través de la doble capa és elevada igual que per als glicolípids. Només les proteïnes de la translocació especials són capaces d'efectuar un “salt” en la membrana, per portar la seva càrrega molecular d'una banda a una altra de la membrana; el millor exemple d'això són les flipasses.
Aquesta idea del mosaic fluid no és aplicable a la totalitat de la membrana; les membranes plasmàtiques contenen diferents estructures o dominis menys fluids que poden ser classificats com a: 
- Complexes proteïna-proteïna
- Lípids raft
- Plaques formades pel citoesquelet d'actina.
- Estructures estables llargues com les sinapsis o els desmosomes.